# Condylopodium
Condylopodium é um género botânico pertencente à família Asteraceae.